# Nighttown

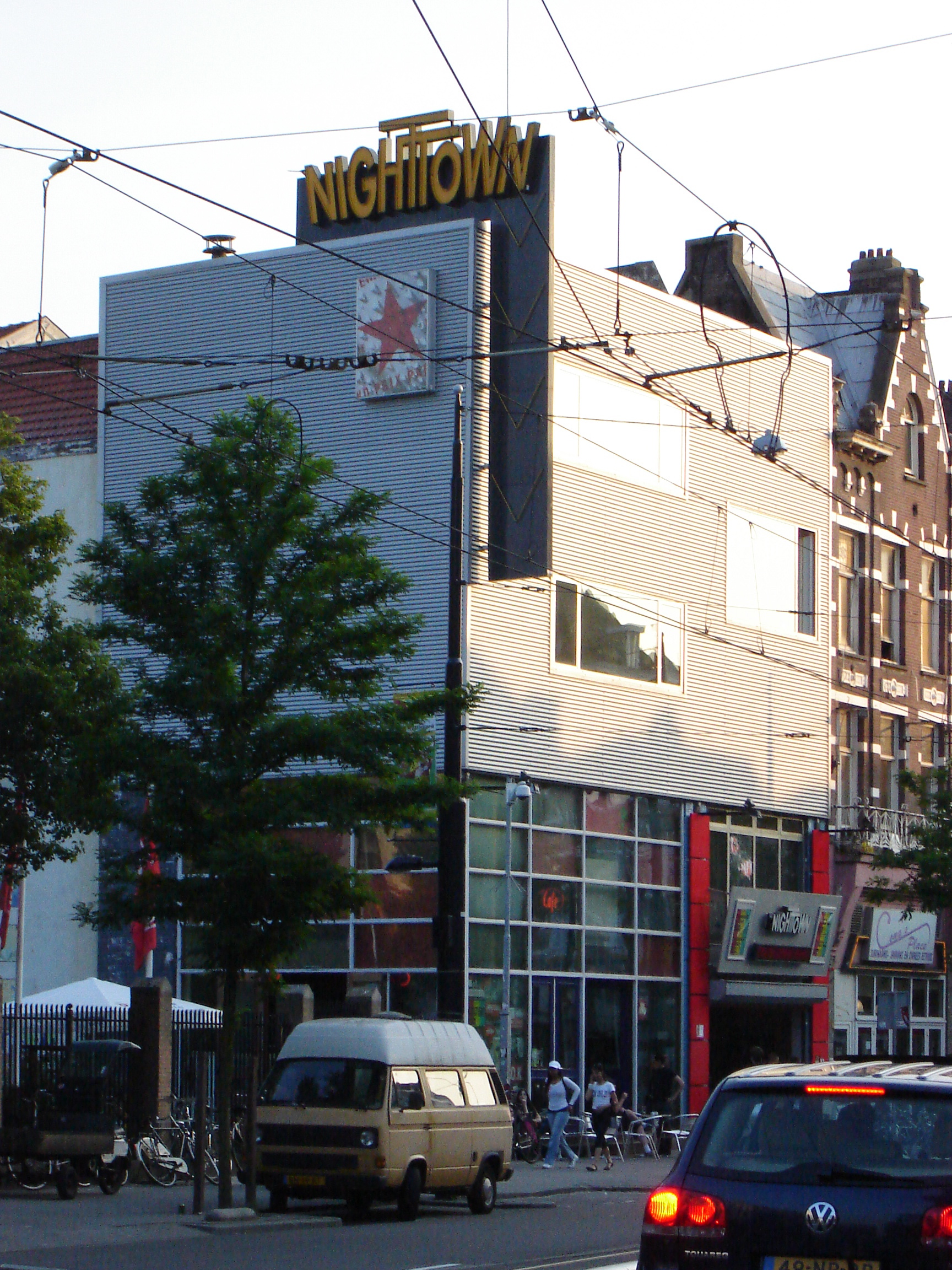
Nighttown Rotterdam

Nighttown is een voormalig poppodium, café en uitgaansgelegenheid aan de West-Kruiskade 26 in Rotterdam. Nighttown was de voortzetting van het poppodium Arena en kreeg deze naam in 1988. Ook werd de zaal gebruikt als televisiestudio voor Raymann is Laat. 
In de zomer van 2006 werd de exploitatie van Nighttown failliet verklaard. Nighttown is gekocht door Aryan Tieleman en zijn broer en partner Ted Langenbach.
Zij zijn op 4 september 2008 in het voormalige pand van Nighttown een nieuw poppodium annex horecagelegenheid gestart onder de naam Watt, maar ook dat is inmiddels failliet.
Op 6 december 2013 opende de Amazing Oriental, een Aziatische supermarkt, zijn deuren in het pand van het voormalige poppodium. De locatie van de winkel aan de West-Kruiskade is midden in het Rotterdamse China Town tussen talloze toko's, nog een andere supermarkt en eethuizen met Aziatische specialiteiten.
Nighttown werd vaak omschreven als dé poptempel van Rotterdam. En hoewel het pand nog steeds in gebruik is door Amazing Oriental, leeft de naam Nighttown voort.